# Josef Molzer
Josef Molzer (ur. 28 lutego 1906 w Wiedniu, zm. we wrześniu 1987) – austriacki piłkarz grający na pozycji napastnika. W swojej karierze rozegrał 2 mecze w reprezentacji Austrii i strzelił w nich 1 gola.

## Kariera klubowa
Swoją karierę piłkarską Molzer rozpoczął w klubie Rapid Wiedeń. W sezonie 1926/1927 zadebiutował w jego barwach w austriackiej pierwszej lidze. Z Rapidem zdobył Puchar Austrii. W sezonie 1927/1928 grał w Austrii Wiedeń, a w sezonie 1928/1929 – we Floridsdorfer AC.
W 1929 roku Molzer wrócił do Austrii Wiedeń. W latach 1933 i 1936 zdobył z nią Puchar Mitropa. W latach 1933, 1935 i 1936 sięgnął z Austrią po puchar kraju. W 1936 roku odszedł do First Vienna FC 1894. W 1937 roku zdobył Puchar Austrii, a w 1938 roku zakończył karierę.

## Kariera reprezentacyjna
W reprezentacji Austrii Molzer zadebiutował 17 lipca 1932 roku w wygranym 4:3 towarzyskim meczu ze Szwecją, rozegranym w Sztokholmie. W debiucie zdobył gola. 2 października 1932 rozegrał swój drugi i ostatni mecz w kadrze narodowej, przeciwko Węgrom (3:2).
| Mecze i gole w reprezentacji | Mecze i gole w reprezentacji | Mecze i gole w reprezentacji | Mecze i gole w reprezentacji | Mecze i gole w reprezentacji | Mecze i gole w reprezentacji | Mecze i gole w reprezentacji |
| Lp.                          | Data                         | Stadion                      | Rywal                        | Wynik                        | Gol                          | Rozgrywki                    |
| 1932                         | 1932                         | 1932                         | 1932                         | 1932                         | 1932                         | 1932                         |
| ---------------------------- | ---------------------------- | ---------------------------- | ---------------------------- | ---------------------------- | ---------------------------- | ---------------------------- |
| 1.                           | 17.07.1932                   | Sztokholm, Szwecja           | Szwecja                      | 4:3                          | 1                            | towarzyski                   |
| 2.                           | 02.10.1932                   | Budapeszt, Węgry             | Węgry                        | 3:2                          | 0                            | towarzyski                   |

## Kariera trenerska
Po zakończeniu kariery piłkarskiej Molzer został trenerem. W latach 1946–1949 prowadził SK Sturm Graz, z którym w latach 1947, 1948 i 1949 wywalczył mistrzostwo Styrii, a także zdobył Puchar Styrii. W latach 1950–1951 prowadził Westfalię Herne, a w latach 1951–1952 – TSV 1860 Monachium.
W 1955 roku Molzer został po raz pierwszy selekcjonerem reprezentacji Austrii. W latach 1956–1958 prowadził kadrę narodową wraz z Josefem Argauerem. Poprowadził ją na mistrzostwach świata w Szwecji. Na nich Austria przegrała z Brazylią (0:3) i ze Związkiem Radzieckim (0:2) oraz zremisowała z Anglią (2:2).